# Martin Bucer

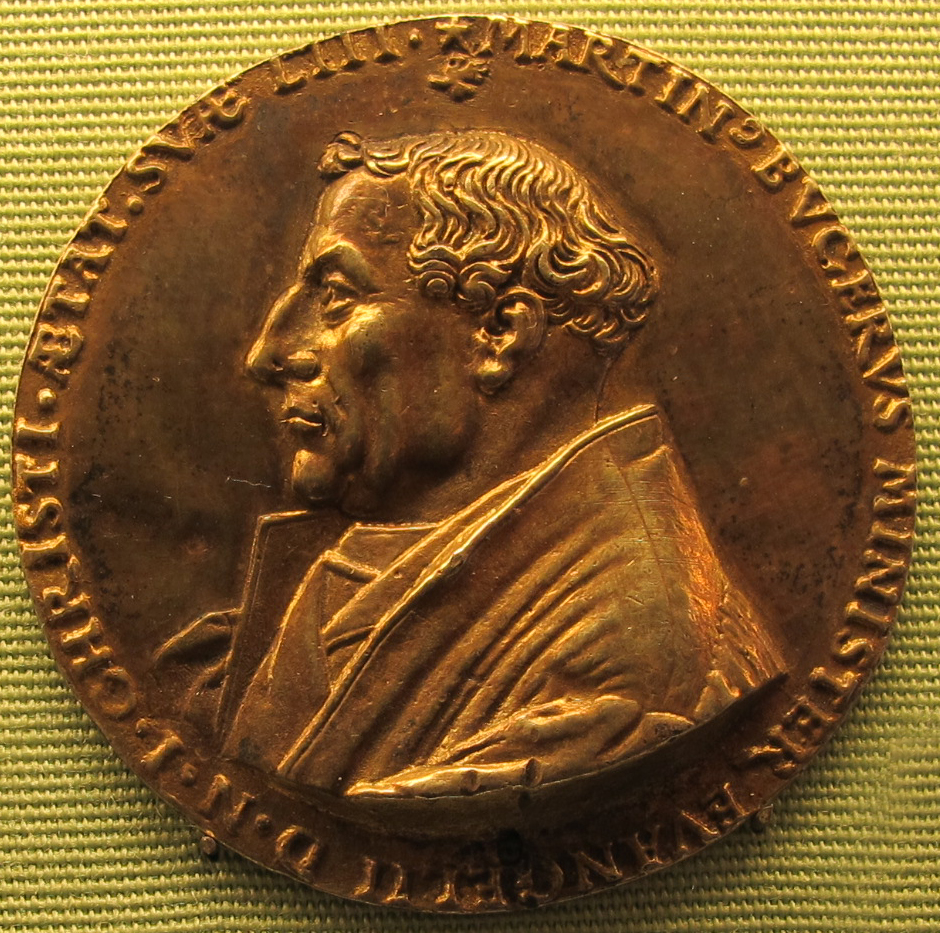
Martin Bucer 1543 (Friedrich Hagenauer, Medaille, Staatliche Münzsammlung München)

Martin Bucer, eigentlich Martin Butzer oder latinisiert Bucerus (* 11. November 1491 in Schlettstadt; † 1. März 1551 in Cambridge), gilt als der Reformator Straßburgs. Er war anfangs ein theologischer Schüler Martin Luthers, stand aber später Huldrych Zwingli und Johannes Oekolampad näher, mit denen er zusammen zu den Begründern der evangelisch-reformierten Theologie gehört. Johannes Calvin wurde während seiner Verbannung aus Genf von Bucer nach Straßburg eingeladen und übernahm von diesem wesentliche Impulse für den späteren Aufbau der Genfer Kirche.
Durch Bucer strahlte die städtische Reformation, wie sie für Straßburg kennzeichnend war, zeitweise auf den gesamten Protestantismus aus. Bucer versuchte, auch aus politischen Gründen, zwischen Lutheranern und Reformierten zu vermitteln.

## Name
Der Reformator schrieb seinen Nachnamen in den deutschen Werken zunächst Butzer, in den lateinischen Bucerus. In späteren deutschen Schriften gebrauchte er die dem Lateinischen angenäherte Schreibweise Bucer. Diese Namensform ist in der englischen und französischen Literatur üblich und wurde dann auch im deutschsprachigen Raum übernommen.

## Leben

### Elternhaus und Kindheit

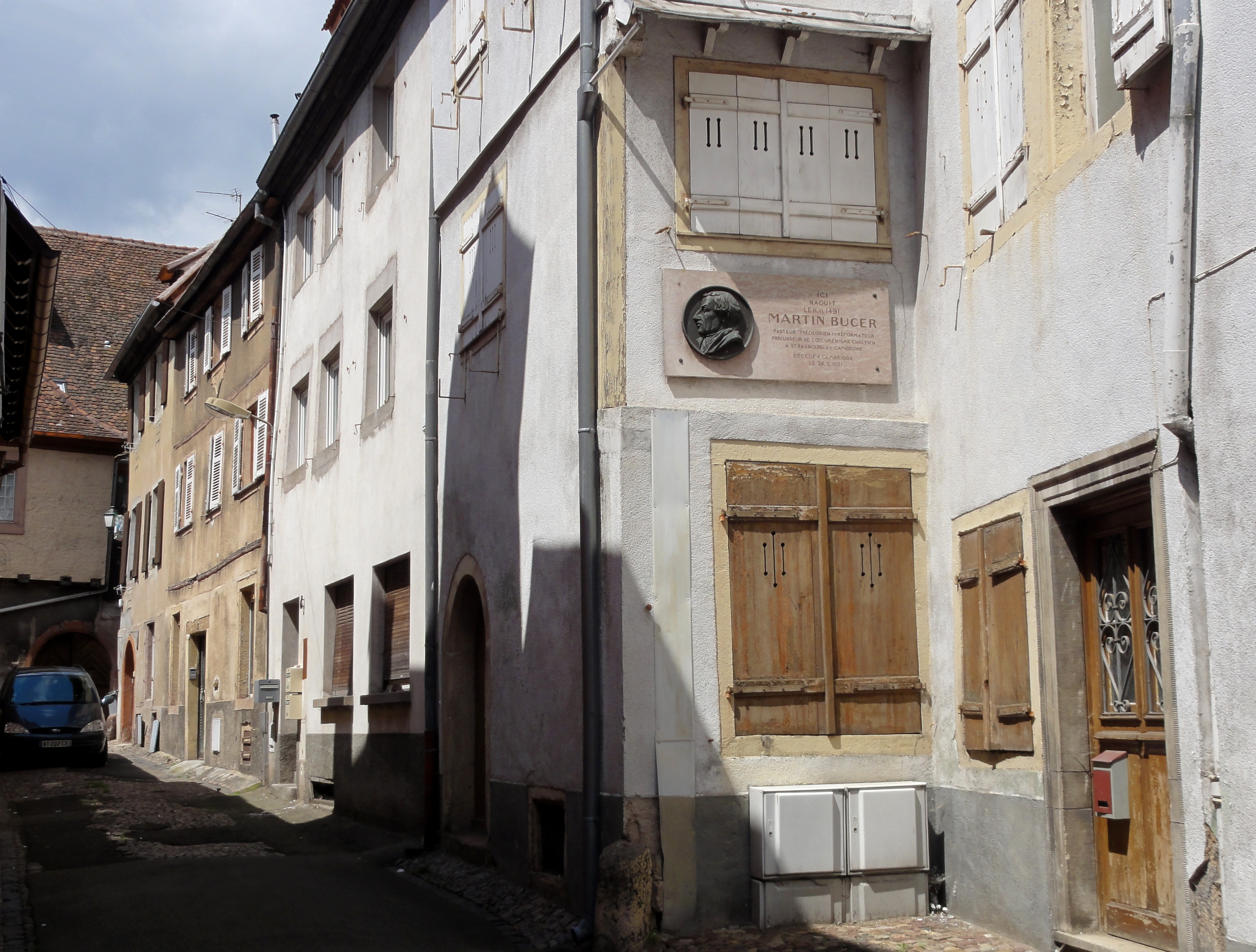
Geburtshaus Bucers in Sélestat

Martin Bucers Geburtsjahr 1491 ist in den Quellen nicht genannt, lässt sich aber aufgrund des Klostereintritts mit 15 Jahren errechnen. Der Junge wurde an seinem Geburtstag getauft und erhielt den Namen des Tagesheiligen Martin von Tours. Er verbrachte seine Kindheit „in ärmlichen Verhältnissen“ in Schlettstadt (heute Sélestat) im Elsass, einer Freien Stadt des Heiligen Römischen Reichs. Sein 1540 verstorbener Vater Claus Butzer und sein gleichnamiger Großvater waren Küfer, seine Mutter Eva Butzer soll Hebamme gewesen sein. Über Geschwister ist nichts bekannt. Um 1501 verließen die Eltern Schlettstadt, um nach Straßburg zu ziehen. Ihr Sohn blieb beim Großvater väterlicherseits. Dass der Junge die berühmte Lateinschule Schlettstadt besuchte, ist nicht bezeugt, aber naheliegend. Claus und Eva Butzer wurden am 5. Dezember 1508 Bürger der Freien Reichsstadt.

### Vierzehn Jahre als Dominikaner
Auf ausdrücklichen Wunsch seines Großvaters trat Bucer mit fünfzehn Jahren in das Dominikanerkloster zu Schlettstadt ein. Bucer schrieb rückblickend, der Großvater habe das Kloster nur als Versorgungsanstalt gesehen und sei außerdem von den Brüdern überredet worden. Die eigene Motivation des Jugendlichen ist unbekannt, doch war das Kloster für ihn offenbar ein Ort, wo er sich ganz seinen Studien widmen konnte. 1507 legte er die Profess ab und wurde wahrscheinlich bei Erreichen des kanonischen Alters von 25 Jahren 1516 in Mainz zum Priester geweiht.

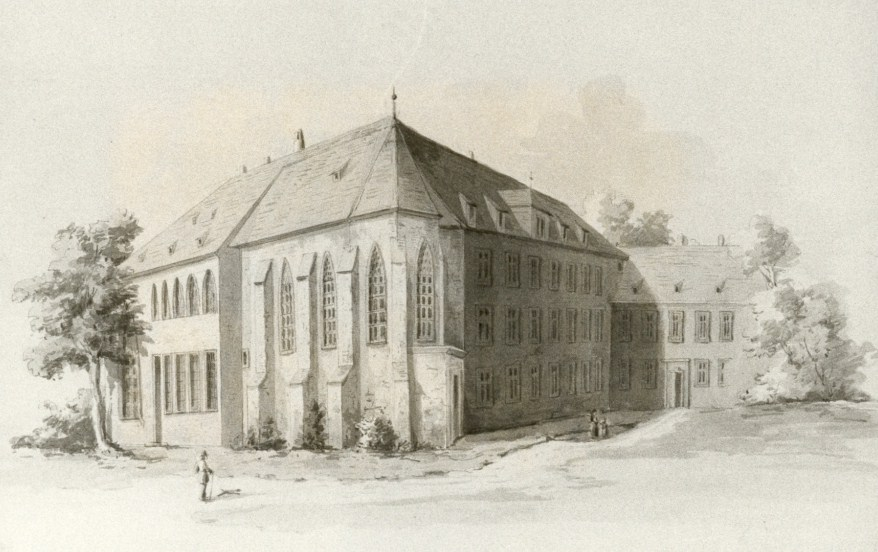
Dominikanerkloster Heidelberg (Anonyme Zeichnung 1860, Kurpfälzisches Museum Heidelberg)

Der Orden schickte Bucer zum Studium generale an die Universität Heidelberg, wo er sich am 31. Januar 1517 immatrikulierte. Hier erwarb er den Grad des Magister artium und des Bakkalaureus biblicus. In seiner Heidelberger Studienzeit nahm er Griechischunterricht bei Johannes Brenz. Seine Zeit im Orden prägte Bucer dadurch, dass er eine gründliche Kenntnis Thomas von Aquins erwarb. Außerdem wurde Bucer stark durch den Humanismus beeinflusst, besonders durch Erasmus von Rotterdam.
Am 26. April 1518 war der junge Dominikaner Bucer Zuhörer der Heidelberger Disputation und hatte am folgenden Tag bei einem Tischgespräch Gelegenheit, Martin Luther persönlich näher kennenzulernen. Bucer verfasste einen auf den 1. Mai 1518 datierten Brief an den Humanisten Beatus Rhenanus, für den er seine private Mitschrift der Disputation nutzte. Dieser Brief Bucers stellt die wichtigste Quelle zu diesem Ereignis dar. Begeistert schrieb Bucer seinem Briefpartner, Luther stimme mit Erasmus ja vollständig überein und drücke sich nur klarer aus. Nach Thomas Kaufmann waren dies Eindrücke des Tischgesprächs, bei dem Bucer den Wittenberger Gast nach seiner Meinung zu Erasmus fragte.
Durch Lektüre der Schriften Luthers wurde Bucer zu einem Anhänger der Reformation und strebte seine Entlassung aus dem Dominikanerorden an. Im Dezember 1520 hielt er sich beim Speyerer Domherrn Maternus Hatten auf, der für ihn einen Antrag auf Befreiung von den Ordensgelübden an die Kurie richtete. Ein wichtiges Argument war hierbei, dass Bucer noch sehr jung gewesen und dem Wunsch des Großvaters gefolgt war, als er in den Orden eintrat. Die Kurie überwies das Gesuch zurück an den Bischof von Speyer Georg von der Pfalz, der wiederum den Weihbischof Antonius Engelbrecht damit beauftragte. Bucer wurde am 21. April 1521 von den Ordensgelübden befreit und hatte seitdem den Stand eines (weiterhin zum Zölibat verpflichteten) Weltpriesters. Während das Verfahren lief, fand Bucer auf der Ebernburg bei Franz von Sickingen Zuflucht. Er wirkte dort als Schreiber für Ulrich von Hutten.

### Weltpriester in Landstuhl und Weißenburg
Ab Mai 1521 arbeitete er für Pfalzgraf Friedrich II. als Kaplan und begleitete ihn rund ein Jahr, dann bat er um seine Entlassung. Das Hofleben entsprach nicht seinen Neigungen. Franz von Sickingen gab ihm 1522 eine Pfarrstelle in Landstuhl. Hier heiratete er die ehemalige Benediktinerin Elisabeth Silbereisen und gehörte damit zu den ersten Priestern, die den Schritt in die Ehe wagten. Sickingen schlug Bucer vor, auf seine Kosten in Wittenberg zu studieren. Bucer wollte vor dem Umzug nach Wittenberg erst seine Frau zu den eigenen Eltern nach Straßburg bringen. Wegen des Ritteraufstands (Trierer Fehde) gelangten die beiden nur bis Weißenburg im Elsass. Dort unterstützte Brenz den Ortspfarrer Heinrich Moterer bei der Einführung der Reformation. Im Winter 1522/23 predigte er täglich und wurde deswegen vom Speyrer Bischof Georg von der Pfalz exkommuniziert, 1523 auch von Papst Hadrian VI. gebannt. Das Scheitern des Ritteraufstands im April/Mai 1523 hatte Auswirkungen auf Weißenburg; der Rat forderte Moterer und Bucer auf, die Stadt zu verlassen. Sie gingen nach Straßburg.

### Reformator Straßburgs
Martin Bucer fand Aufnahme in der Reichsstadt Straßburg, weil sein Vater dort das Bürgerrecht besaß. Er selbst erwarb das Straßburger Bürgerrecht am 22. September 1524.

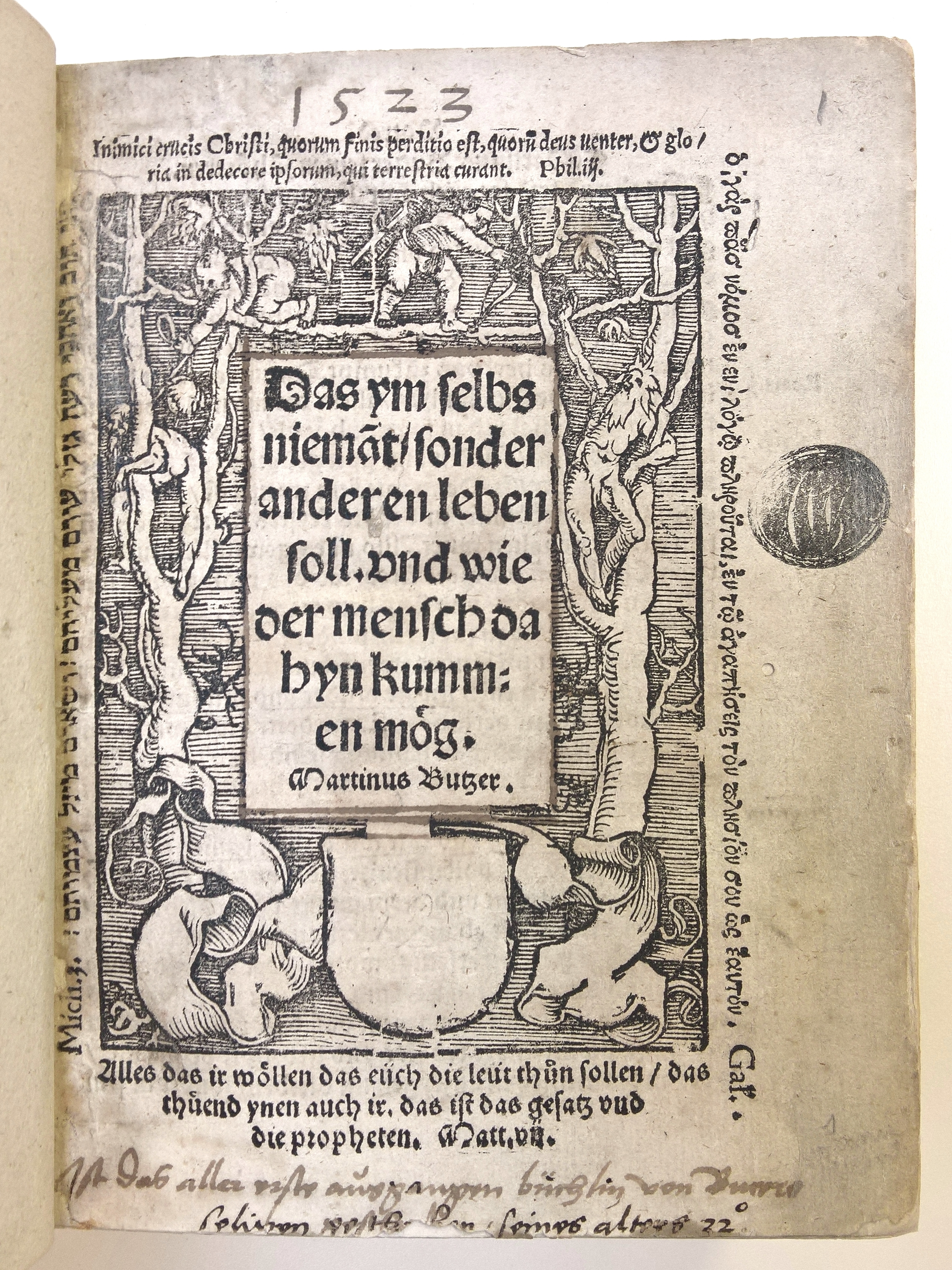
Das ym selbs niemant, sonder anderen leben soll (1523)

In der Schrift Das ym selbs niemant, sonder anderen leben soll (1523) entwarf Bucer ein theologisches Programm: Auf reformatorischer Grundlage (sola scriptura, solus Christus, sola fide) soll jeder einzelne Christ nach der Heiligung seines Lebens streben – und ebenso die Gemeinde als ganze. Es dauerte aber noch Jahre, bis der Neuankömmling unter den in Straßburg eingesessenen Theologen eine führende Position erlangte.
Bucer wurde häufig angefragt, Vorträge über das Neue Testament zu halten, konnte das aber als Exkommunizierter zunächst nur in einem privaten Rahmen tun. Im Haus des Münsterpfarrers Matthäus Zell hielt er lateinische Vorträge über die Pastoralbriefe. Im August predigte Bucer in Vertretung Zells im Straßburger Münster. Ende 1523 ernannte ihn der Stadtrat zum Ausleger des Neuen Testaments und bezahlte ihm ein Gehalt. Seine Vorlesung im Winter 1523/24, bei der er im Münster den Kolosserbrief kommentierte, fand großes Interesse. Ein Ratsbeschluss vom 1. Dezember 1523, dass „nur das reine Evangelium verkündigt werden“ durfte, ermöglichte Bucer diese Tätigkeit.
In der Vorstadtgemeinde Ste-Aurélie wählte ihn die Bevölkerung im April 1524 zum Pfarrer, was für Bucers Popularität spricht. Sieben Jahre hatte Bucer diese Pfarrstelle inne und wechselte 1531 an die Thomaskirche. Neben den Aufgaben eines Gemeindepfarrers hatte er aber in diesen Jahren vielfältige andere Verpflichtungen.

#### Abendmahlsstreit: Bucer zwischen Luther und Zwingli
Im Abendmahlsstreit war Bucer zunächst ganz von der Theologie Luthers geprägt. Ab Herbst 1524 lässt sich Bucers Entfernung von Luthers Abendmahlslehre mit ihrer charakteristischen Konzentration auf das Verheißungswort beobachten. In diesem publizistisch geführten Streit von oberdeutsch-schweizerischen Theologen gegen die von der Wittenberger Reformation hochgehaltene Lehre der Realpräsenz Christi in Brot und Wein war Bucer stark involviert. Eine friedliche Mittelposition zwischen Zürich und Wittenberg wurde von Bucer nach Einschätzung von Thomas Kaufmann nur vorgetäuscht. Tatsächlich polemisierte Bucer in pseudonymen Flugschriften gegen Luthers Abendmahlslehre. Ein Beispiel ist der von Bucer redaktionell bearbeitete Hoenbrief. Bucer übersetzte Luthers und Bugenhagens lateinische Schriften ins Deutsche und nutzte die Gelegenheit, um darin Aussagen zum Abendmahl in seinem Sinn zu ändern. Bucer war 1529 beim Marburger Religionsgespräch anwesend, bei dem Luther und Zwingli persönlich aufeinander trafen und ein Konsens scheiterte.
Der Augsburger Reichstag von 1530 war eine Zäsur. Die protestantischen Reichsstände um Kursachsen legten dem Kaiser am 25. Juni eine Bekenntnisschrift (Confessio Augustana) vor, aber der Straßburger Städtebote Jakob Sturm sowie Repräsentanten mehrerer oberdeutscher Reichsstädte wurden von der Gruppe um Kursachsen nicht zur Unterzeichnung zugelassen. Sturm forderte die Straßburger Reformatoren Bucer und Capito dringend auf, selbst nach Augsburg zu kommen. In der ersten Juliwoche hielten sich die beiden in Sturms Quartier auf und verfassten am Rande des Augsburger Reichstags die Confessio Tetrapolitana. Bucer besuchte Luther im September 1530 auf der Veste Coburg und erreichte im persönlichen Gespräch, dass dieser der Straßburger Theologie etwas aufgeschlossener gegenüberstand als bisher.

#### Kirchenpolitik im Schutz des Schmalkaldischen Bundes
Im Jahr 1531 verlor die Schweizer Reformation zwei führende Theologen: Huldrych Zwingli fiel in der Schlacht bei Kappel, und wenige Wochen darauf starb Johannes Oekolampad in Basel. Nach ihrer Niederlage im Zweiten Kappelerkrieg mussten die Anhänger Zwinglis den Altgläubigen Zugeständnisse machen. Da die Altgläubigen privilegiert wurden, waren die Voraussetzungen für eine Rekatholisierung der Schweiz günstig. Im Heiligen Römischen Reich trieben Kursachsen und Hessen unterdessen den Aufbau eines protestantischen Verteidigungsbündnisses (des Schmalkaldischen Bundes) voran. Für Straßburg war es ratsam, sich dem Schmalkaldischen Bund und damit auch der Reformation Wittenberger Prägung anzunähern. Andererseits hatten sich auf dem Augsburger Reichstag alle Hoffnungen der Wittenberger Theologen zerschlagen, dass ihre Abendmahlslehre von den Katholiken akzeptiert werden konnte, und das bewirkte eine etwas größere Offenheit hin zu den oberdeutschen Theologen um Bucer. Bucers Briefwechsel zeigt, wie er im Verlauf des Jahres 1532 durch Kontakte in alle Richtungen versuchte, einen Abendmahlskonsens zu erreichen, offensichtlich um das protestantische Militärbündnis zu stärken. Er stieß auf Widerspruch der Schweizer: Heinrich Bullinger erklärte, es habe nicht an Zwingli gelegen, dass Marburg 1529 scheiterte (und kaum war Zwingli tot, wäre die Einheit greifbar).
Eine Art vertrauensbildende Maßnahme war es, dass Bucer sich im März 1534 (Bericht aus der heylingen geschrifft) klar von den Münsteraner Täufern und Kaspar Schwenckfeld abgrenzte. In diesem Werk Bucers findet sich die Formulierung, Christus habe das Abendmahl eingesetzt, „das er sich selb, sein fleisch und blut, uns mit und in denselbigen gebe.“ Das war für die Wittenberger anschlussfähig.
Im Jahr 1534 kehrte der vertriebene Herzog Ulrich von Württemberg mit militärischer Unterstützung Hessens nach Stuttgart zurück und führte sein wiedererlangtes Herzogtum dem Protestantismus zu. In seinem Auftrag waren dabei der Zwinglianer Ambrosius Blarer und der Lutheraner Erhard Schnepf tätig; möglich wurde dies, weil sich Blarer und Schnepf am 2. August 1534 in der Abendmahlsfrage auf einen Kompromiss geeinigt hatten: die Stuttgarter Konkordie, deren „Autor und Motor“ Martin Bucer war.
Bucer gelang es, eine gute Arbeitsbeziehung mit Philipp Melanchthon herzustellen. „Dessen gefühlsmäßige Abneigung gegen den geschmeidigen Elsässer, den er und Luther für unaufrichtig hielten, wich im Laufe eines mehrjährigen Briefwechsels der Überzeugung von dessen Redlichkeit und von der Richtigkeit seiner Theologie,“ urteilt Heinz Scheible als Experte für Melanchthons Korrespondenz. Auf Einladung des Landgrafen Philipp von Hessen trafen sich Melanchthon und Bucer vom 24. bis 30. Dezember 1534 in Kassel. Bei diesem Gespräch wurde ein Konsens erzielt, der 1536 die Wittenberger Konkordie ermöglichte.
Die Entwicklungen in der Reichsstadt Augsburg waren für Luther ein Testfall, ob man den Straßburgern trauen könnte. Luther hatte 1533/34 die Augsburger Geistlichen in Verdacht, Zwinglianer zu sein. Im Frühjahr 1535 hielt sich Bucer längere Zeit in Augsburg auf und erreichte, dass von ihm verfasste zehn Artikel angenommen wurden. Darin distanzierten sich die Augsburger nicht nur von Täufern und Spiritualisten, sondern auch von jenen, die behaupteten, Brot und Wein im Abendmahl seien „nur läre zaichen.“ Luther war zufrieden.
Im Mai 1536 reiste die Prominenz der oberdeutschen Theologen unter Bucers Leitung nach Wittenberg: Wolfgang Capito (Straßburg), Martin Frecht (Ulm), Jakob Otter (Esslingen), Bonifacius Wolfhart und Wolfgang Musculus (Augsburg), Gervasius Schuler (Memmingen), Johannes Bernhardi (Frankfurt am Main), Matthäus Alber und Johannes Schradin (Reutlingen). Bucer und Capito hatten versucht, auch Schweizer für die Teilnahme an Gesprächen mit Luther zu gewinnen, aber diese lehnten auf einem Konvent im Aargau am 1. Mai 1536 ab: die Zeit sei zu knapp, die Reise zu weit. Am 22. Mai trafen Bucer und Capito in Wittenberg mit Luther zusammen und berichteten von ihren Bemühungen, im Südwesten einen Konsens in der Abendmahlsfrage zu erreichen. Luther reagierte schroff und verlangte ihre Zustimmung zur Lehre von der manducatio impiorum. Sie besagt: auch Ungläubige empfangen, wenn ihnen das Abendmahl gereicht wird, unter Brot und Wein Leib und Blut Christi. Für Zwinglianer war das eine unmögliche Vorstellung, und Luther wusste das. Die Lösung war ein von Johannes Bugenhagen vorgeschlagener Formelkompromiss: Nach biblischem Sprachgebrauch sollte nicht der Abendmahlsempfang der Ungläubigen, sondern der Unwürdigen (manducatio indignorum) bejaht werden. Dem stimmten alle zu, und man sah darüber hinweg, dass Oberdeutsche wie Bucer bei den Unwürdigen an Menschen dachten, die nicht rechtschaffen christlich lebten, während die Wittenberger darunter Menschen verstanden, die das Abendmahl ohne Glauben empfingen (das heißt für Luther war manducatio impiorum und manducatio indignorum gleichbedeutend). Der Konsenstext, der als „Konkordienformel Luthers und Bucers“ bezeichnet wurde, wurde von allen anwesenden Theologen unterschrieben. Die nach weiteren Verhandlungen über andere Themen beschlossene Wittenberger Konkordie kennzeichnet Thomas Kaufmann als „Abendmahlsbekenntnis oberdeutscher Theologen, die dem Augsburger Bekenntnis (und der Apologie) beigetreten sind und sich auf eine von den Wittenbergern akzeptierte Auslegung der innerreformatorisch strittigen Aspekte der Abendmahlstheologie festlegen.“
In den Jahren 1540 und 1541 beteiligte sich Bucer an den Religionsgesprächen in Hagenau, Worms und Regensburg. Dabei handelt es sich um Versuche, einen Ausgleich zwischen Katholiken und Protestanten zu erreichen. Hintergrund ist die politische Stärke des Schmalkaldischen Bundes, die Kaiser Karl V. veranlasste, einen Ausgleich mit den Protestanten zu suchen.

#### Straßburger Kirchenordnung und ihr Export

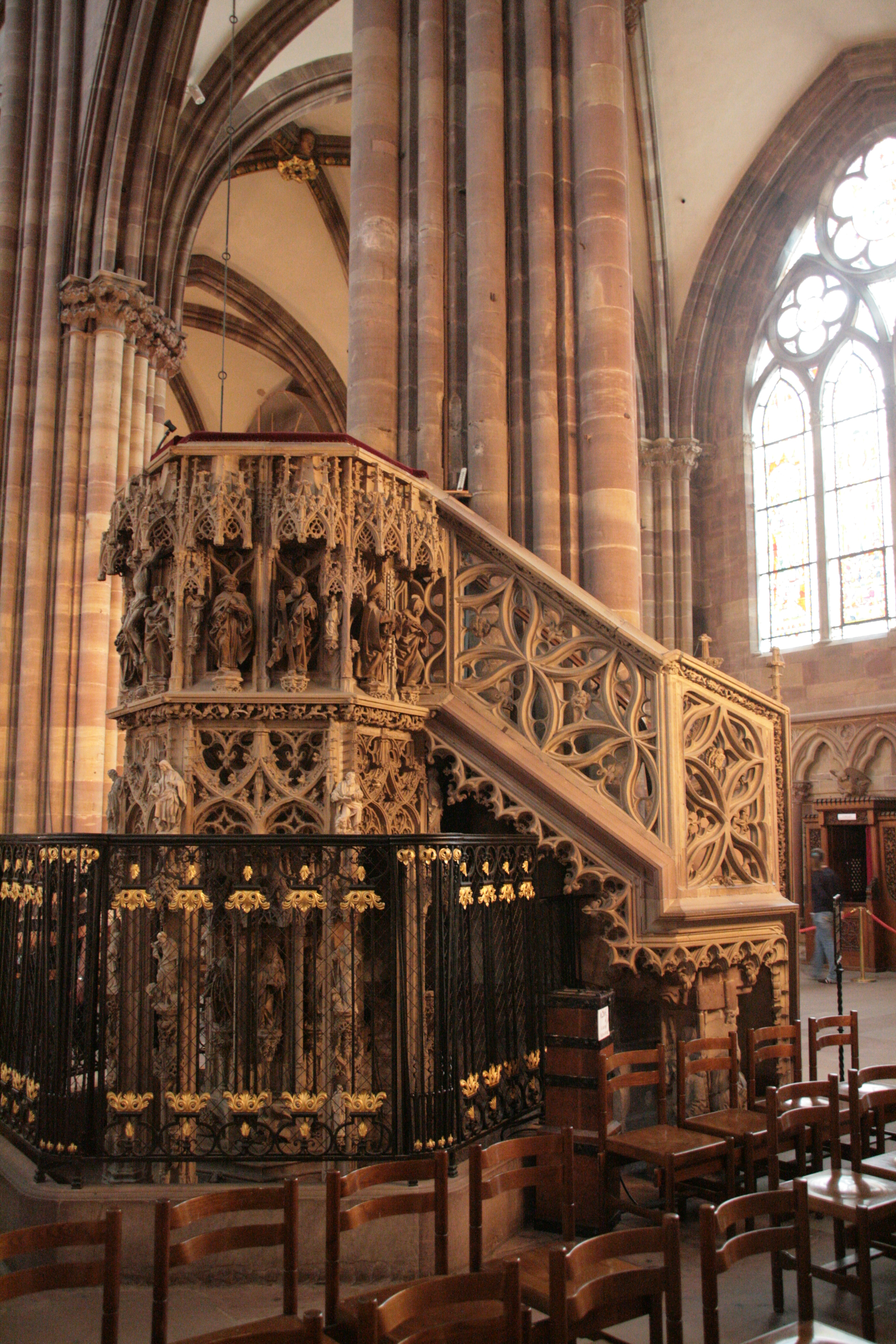
Gotische Kanzel des Straßburger Münsters

An der Seite von Wolfgang Capito und Kaspar Hedio nahm Martin Bucer zusammen mit dem Münsterpfarrer Zell eine führende Stellung im Aufbau des evangelischen Kirchenwesens in Straßburg ein. Mit dem Ratsmitglied Jakob Sturm verband ihn dabei eine enge Zusammenarbeit. Die hauptsächlich von Bucer verfasste Programmschrift Grund und Ursach (1524) enthält Leitlinien für die Straßburger Kirchenreform. 1529 schaffte der Straßburger Rat die Messe ab. 1531 wurde Bucer Präsident des Kirchenkonvents. Unter seiner Leitung wurden in Straßburg Reformideen diskutiert, die sich zwar seinerzeit nicht oder nur ansatzweise verwirklichen ließen, die aber im späteren Protestantismus anregend wirkten:
- Im Rückgriff auf die spätantike Praxis überlegte man, ein kirchliches Amt für Frauen einzuführen: die Diakonin.
- Neben den Gemeindegottesdiensten sollten die Christen auch in Hauskreisen zusammenkommen.
- Ein Ersatz für die abgeschaffte Firmung wurde gesucht. Junge Christen sollten das Taufbekenntnis, das bei der Säuglingstaufe stellvertretend für sie gesprochen worden war, nun selbst bekräftigten: bei der Konfirmation. In Straßburg wurde 1534 die Prüfung der Kinder vor dem ersten Abendmahlsempfang eingeführt, was eine Vorform der Konfirmation darstellt.[29]

Im Sommer 1531 folgte Bucer einem Ruf in die Reichsstadt Ulm, um dort bei der Umsetzung der Reformation mitzuwirken. Er war der Hauptautor des Gemain Ausschreibens, in dem die Ulmer ihre reformatorischen Maßnahmen verteidigten, und einer Kirchenordnung, die in der für Bucer typischen Weise nicht nur kirchliche Lehre und gottesdienstliches Leben, sondern auch den Alltag der Bevölkerung umfassend regelte (Kirchenzucht). 1539 trat Bucers im Auftrag des hessischen Landgrafen Philipps I. verfasste sogenannte Ziegenhainer Zuchtordnung in Kraft, die die Basis für das reformatorische Kirchenwesen in Hessen wurde.
1542/1543 lebte Bucer ein Jahr lang in Bonn, um im Auftrag des Erzbischofs von Köln, Hermann V. von Wied, die Reformation des Erzbistums vorzubereiten. In der Wasserburg zu Buschhoven verfasste er mit Philipp Melanchthon zwei Reformationsschriften („Einfaltigs Bedencken“) für den Kölner Erzbischof. Sein schärfster Widersacher in Köln war neben dem Domkapitel der Scholastiker und Rektor der Universität Matthias Aquensis, der auf die Schriften Bucers seinerseits mit fünf Publikationen reagierte. Auch der Kölner Domherr und Chorbischof Christoph von Gleichen trat ihm vehement entgegen. Anschließend kehrte Bucer nach Straßburg zurück.

### Bucers Familie
Einer Pestepidemie fielen 1541 Elisabeth Silbereisen sowie Wolfgang Capito und mehrere Kinder Bucers zum Opfer. Der einzige gemeinsame Nachkomme, der das Erwachsenenalter erreichte, war der geistig behinderte Sohn Nathanael. Bucer heiratete auf Elisabeths Wunsch hin 1542 Wibrandis Rosenblatt, die dreizehn Jahre jüngere Witwe von Wolfgang Capito und Johannes Oekolampad. Die beiden führten eine harmonische Ehe und hatten zwei gemeinsame Kinder.

### Letzte Lebensjahre und Tod in Cambridge
Im Jahr 1549 musste Martin Bucer Straßburg endgültig verlassen. Der Grund war sein Widerstand gegen die von Karl V. angeordnete „katholisierende“ Neuordnung des Kirchenwesens, das sogenannte Interim.

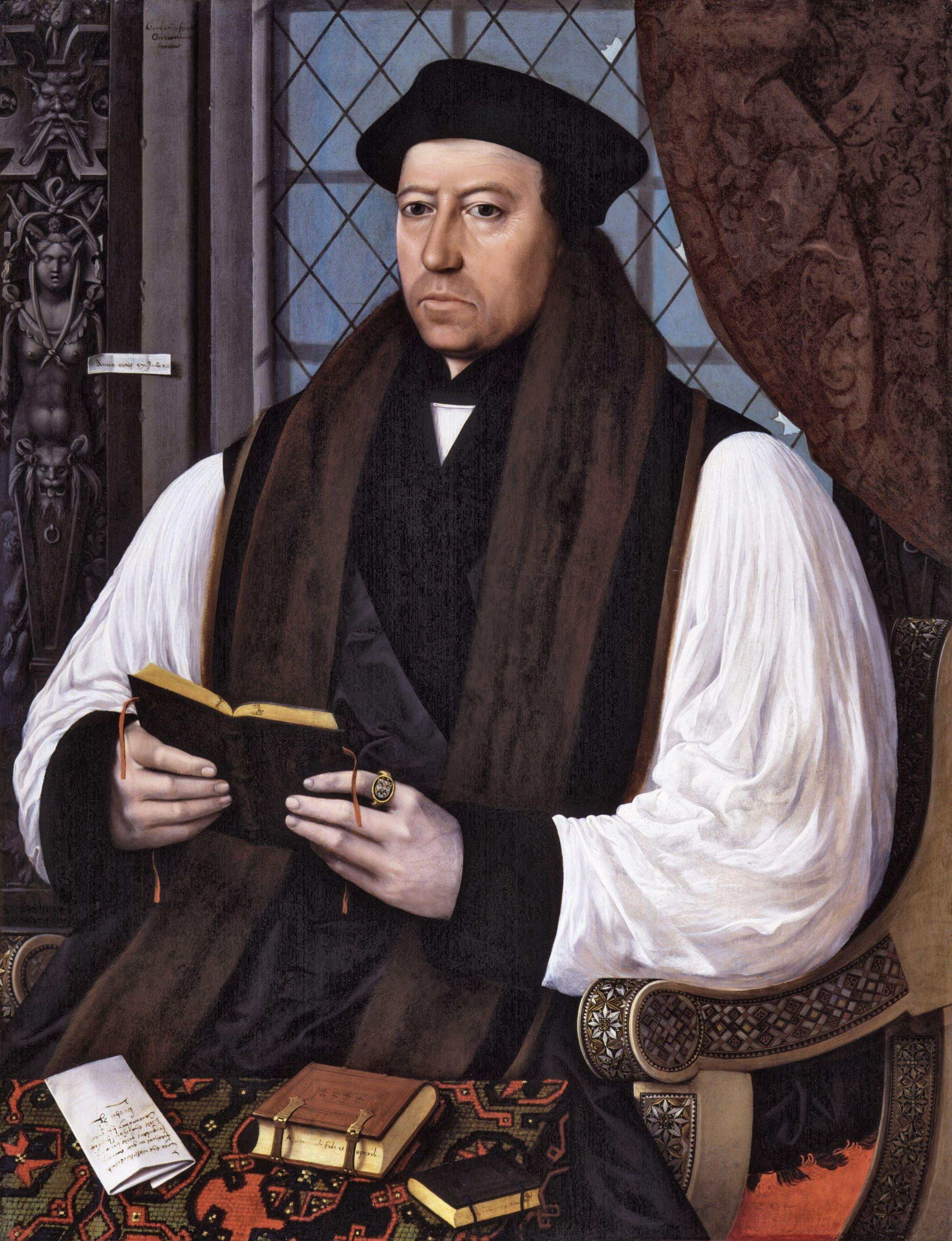
Thomas Cranmer (Gerlach Flicke 1545, National Portrait Gallery)

Bucer lehnte das Interim vehement ab, weil er darin einen Abfall von Jesus Christus sah, der zum Verlust der ewigen Seligkeit führen werde. Der Straßburger Rat hatte aber das warnende Beispiel der Reichsstadt Konstanz vor Augen, die das Interim abgelehnt hatte, daraufhin von kaiserlichen Truppen belagert worden war, sich am 15. Oktober 1548 ergeben musste und ihre Privilegien verloren hatte. Darum machte sich der Rat Bucers kompromisslose Haltung nicht zu eigen. Bucer ging – das war der „Abbruch seines Lebenswerkes.“
In der Nacht vom 5. auf den 6. April 1549 verließen Bucer und sein Mitarbeiter Paul Fagius nach heftigen Diskussionen Straßburg. Bucer hatte nun mehrere Optionen: er konnte zu Melanchthon nach Wittenberg ziehen, oder zu Calvin nach Genf – er entschied sich, der Einladung von Peter Martyr Vermigli zu folgen und nach England zu emigrieren. Begleitet von Valérand Poullain reisten die beiden Straßburger via Calais nach England, wo sie am 23. April eintrafen. Thomas Cranmer begrüßte sie und verbrachte mehrere Monate mit ihnen in Lambeth und Croydon. Am 5. Mai hatte Bucer eine Audienz beim König. Cranmer beauftragte Bucer damit, eine zuverlässige Übersetzung der Bibel aus dem Hebräischen und Griechischen ins Lateinische anzufertigen. Diese neue lateinische Bibel sollte eine Vorarbeit für die Übersetzung der Bibel ins Englische sein. Bucers Nähe zu Cranmer erregte den Widerstand einiger nach Zürich orientierter Theologen um Johannes a Lasco, die den Einfluss Heinrich Bullingers auf die englische Reformation wahren wollten. In Cambridge, wo er Anfang Juli 1549 eintraf, erhielt Bucer die Regius Professur of Divinity, deren Entsprechung an der University of Oxford von Martyr besetzt wurde. Durch seine Professur gehörte Bucer dem Trinity College an und bewohnte ein Gebäude dieses Colleges im Bereich des Trinity Great Court. Bucers wichtigster Impuls für die englische Kirche war die kritische Durchsicht des Book of Common Prayer von 1549; diese sogenannte Censura schloss Bucer am 5. Januar 1551 ab. Er konnte noch seine Schrift De regno Christi vollenden, einen Entwurf zur Reform der englischen Kirche und Gesellschaft unter König Eduard VI. Dann starb er nach kurzer schwerer Krankheit in der Nacht vom 28. Februar auf den 1. März 1551 in Cambridge. Die Todesursache war wahrscheinlich Tuberkulose.

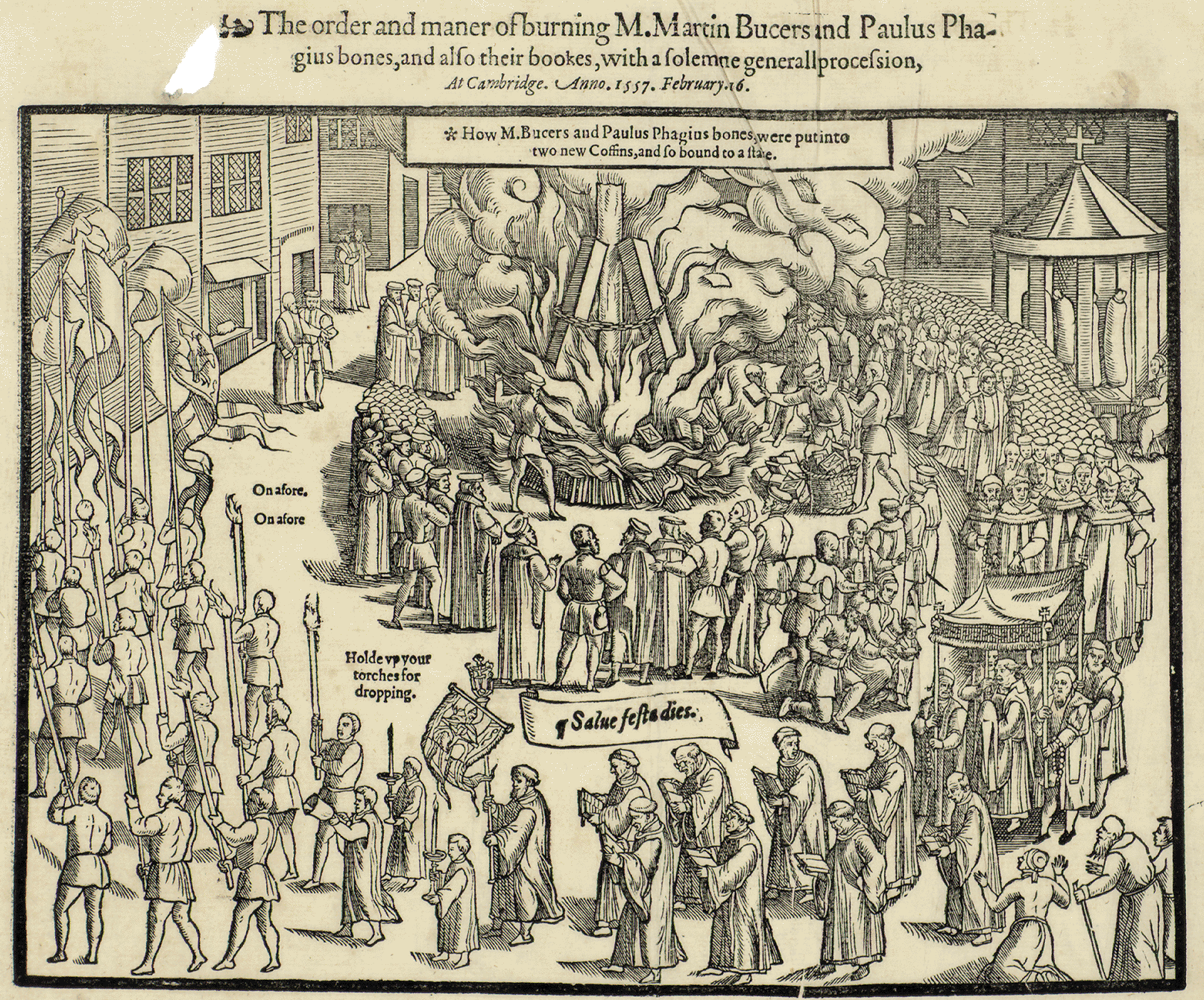
Bucers Gebeine und Bücher auf dem Scheiterhaufen in Cambridge, Illustration im Märtyrerbuch (Acts and Monuments, 1563) des John Foxe

Am 3. März 1551 wurde Bucer unter Beteiligung der ganzen Universität in der Kirche St Mary the Great beigesetzt. Walter Haddon hielt die lateinische, Matthew Parker die englische Grabrede. Haddon und Parker waren auch seine Testamentsvollstrecker. Nach Bucers Tod wurde unter Maria Tudor der Katholizismus wieder Staatsreligion. Der Sarg des Reformators wurde exhumiert und nach einem Ketzerprozess zusammen mit seinen Schriften am 6. Februar 1557 auf dem Marktplatz verbrannt. Im Juli 1560 wurde er durch Elisabeth I. in einem feierlichen Akt der Universität rehabilitiert. Eine Tafel in Great St. Mary’s in Cambridge erinnert an Bucers Ruhestätte.

## Werk
Als Theologe war Bucer seinem Selbstverständnis nach vor allem Ausleger der Bibel. Als Kirchenpolitiker war er häufig Mediator, der zwischen widerstreitenden Meinungen vermittelte, oder Organisator der in den 1530er Jahren entstehenden evangelischen Kirchentümer. Verglichen etwa mit Calvin bemühte sich Bucer nicht darum, seine Theologie als ganzes systematisch darzustellen. Die praktischen Probleme, mit denen er sich befasste, waren immer wieder Anlass, die dahinter stehenden theologischen Fragen zu erörtern. Vor allem Bucers praktisch-theologische Impulse sind es, die die Kirchen der Reformation nachhaltig im Bereich Homiletik, Gemeindeaufbau und Seelsorge beeinflusst haben. Besonders zu erwähnen ist hier die Konfirmation, deren Entstehung auf Bucer zurückgeht, jedoch erst in der Zeit des Pietismus im 18. Jahrhundert von den evangelischen Landeskirchen flächendeckend eingeführt worden ist.

### Bibelhermeneutik
Seinen Umgang mit der Bibel lernte Bucer bei Erasmus: „Vom Bibeltext geht er zur Verallgemeinerung über und kommt von der dogmatischen Position zur praktischen Haltung.“ Anders als Erasmus und darin ein Schüler Luthers, lehnte Bucer die allegorische Auslegung ab (das betrifft weitgehend auch die christologische Ausdeutung des Alten Testaments) und bemühte sich, den Skopus des Bibeltextes korrekt zu erfassen. Dabei zeigte er große Vertrautheit mit der Bibelauslegung der Kirchenväter, die für ihn vorbildhaft war. Im Alten Testament bezog sich Bucer sehr häufig auf die Fünf Bücher Mose, insbesondere auf die ersten beiden. Er verwertete die dort enthaltenen Gesetzestexte etwa im Hinblick auf die Frage, welche geistlichen Kompetenzen der weltlichen Obrigkeit zustehen. Die sogenannten deuterokanonischen Bücher hatten für ihn keine Bedeutung; darin war er noch radikaler als Luther (während Erasmus die Bücher Weisheit und Jesus Sirach sehr intensiv heranzog.) In Bezug auf das Neue Testament schloss sich Bucer an die Klassifizierung des Eusebius von Caesarea an und verwendete die in der Alten Kirche sowie bei Luther umstrittenen NT-Bücher deutlich weniger. Die Apostelgeschichte sowie die geschichtlichen Bücher des Alten Testaments zog er einigermaßen häufig heran, jedenfalls häufiger als seine Zeitgenossen dies taten. Jene Bibelbücher, denen Bucer eigene Kommentare widmete (Psalmen, Zefanja, Synoptiker, Johannes, Römer, Epheser), verwendete er großenteils nicht häufiger. Dass Bucer bestimmte Bücher zum Kommentieren auswählte, drückt also keine besondere Bevorzugung dieser Bücher aus. Verglichen mit seinen Zeitgenossen stützte sich Bucer auf das NT weit mehr als auf das AT (das gilt insbesondere für den „jungen Bucer“), und auch innerhalb des NT ist sein Gebrauch – ähnlich wie jener der anderen Reformatoren – einseitig; er konzentrierte sich stark auf die Paulusbriefe.

### Pneumatologie, Sakramente, Amt
Verglichen mit anderen Reformatoren befasste sich Bucer weniger mit der Christologie und mehr mit der Lehre vom Heiligen Geist (Pneumatologie). Er sei die Kraft, die den Menschen lebendig mache. Das Wirken des Geistes machte für Bucer auch verständlich, was beim Abendmahl geschehe: Die Kommunikanten empfingen Leib und Blut Christi geistlich (spiritualiter) und gerade deshalb wirklich (vere).
Bucer war ein ausgesprochener Verteidiger der Kindertaufe. In Straßburg mussten alle Kinder binnen sechs Wochen nach der Geburt zur Taufe gebracht werden. Gottes Zuwendung und Verheißung gelte allen Kindern gläubiger Eltern, und darum sei es richtig, sie alle zu taufen. Immer wieder brachte er folgendes Argument: „Die spirituelle Realität gehört ihnen bereits, darum müssen sie auch [durch den Taufritus] das Zeichen und Siegel empfangen.“ Aber man wisse nicht, wen von all den Getauften Gott erwählt habe. Die Taufe hat daher für Bucer etwas Vorläufiges und wird durch die Konfirmation ergänzt.
Seit den 1530er Jahren gewann auch das kirchliche Amt für Bucer an Bedeutung. Er legte Grundlagen für die von Calvin ausgearbeitete Vierämterlehre. Das Scheitern des Kölner Reformationsversuchs veranlasste ihn, 1545 mit der Gründung einer „christlichen Gemeinschaft“ eine Freiwilligkeitsgemeinde neben den staatskirchlichen Strukturen zu etablieren.

### Heiligung, Kirche und Obrigkeit, Kirchenzucht, Mission
In der Rechtfertigungslehre setzte Bucer andere Schwerpunkte als Luther, mit Konsequenzen für die Ethik. Der Christ ist aus Bucers Sicht nicht zugleich gerecht und Sünder (simul iustus et peccator), sondern soll nach Gottes Willen an seiner Heiligung mitwirken, die darauf ziele, seine Gottebenbildlichkeit wiederherzustellen. Gute Werke sollen dem Nächsten dienen. Was für den einzelnen Christen gilt, hat Auswirkungen auf das christliche Gemeinwesen. Straßburg mit seinem Rat und seinen Zünften ist offenbar das Modell, das Bucer bei diesem Gemeinwesen vor Augen hat. Es soll das Wachstum von Gottes Reich auf Erden unterstützen. Die Obrigkeit ist in ihren Entscheidungen dem gemeinen Nutzen verpflichtet, beispielsweise in ihrer Wirtschafts- und Bildungspolitik. Kirche und Obrigkeit treten in eine für Bucer charakteristische Wechselbeziehung. Denn die Geistlichen sind den bürgerlichen Gesetzen ebenso unterworfen wie alle anderen Bürger. Zugleich können sie die Obrigkeit nach dem Maßstab der göttlichen Gebote kritisieren. Anders als Zwingli betonte Bucer jedoch nicht die Souveränitätsrechte der Gemeinde oder des Volkes, sondern schärfte immer wieder den Untertanengehorsam ein, hierin Luther vergleichbar. Letztlich bleibt die Heiligung bei Bucer eine Aufgabe, die sich jedem Christen in seinem eigenen Alltag stelle.
Weil Bucer eine Harmonie zwischen dem politischen Gemeinwesen und der christlichen Gemeinde anstrebte (ohne beide gleichzusetzen), war er für die Ausweisung all derer, die die bestehende Ordnung störten, sei es durch ihr unmoralisches Verhalten oder durch ihren Unglauben. Die Obrigkeit sollte gegenüber religiösen Dissidenten abgestuft reagieren, angefangen mit Unterrichtung, dann mit zunehmendem Druck. So konnte Bucer für hartnäckige Täufer ebenso wie für Juden Zwangsarbeit fordern. Bucer warnte die Obrigkeit vor einem humanistisch inspirierten Toleranzdenken, das meine, „zu verschonen sein alle, die das Gewissen und den glauben furwenden.“
Weit mehr als die anderen Reformatoren widmete sich Bucer dem Thema der Mission. Bucer kritisierte das Vorgehen römisch-katholischer Missionare in den spanischen Kolonien in der Schrift Von der waren Seelsorg (1538) und bot einen Gegenentwurf: Auf die frühchristliche Lehre vom Lógos spermatikós gründend, meinte er, dass Gott sich bereits vor dem Kommen Christi überall offenbarte und die Gottes Prädestination unterliegende Verkündigung der Apostel nahezu alle Völker erreicht habe. Dennoch sei es vonnöten, weltweit die christliche Botschaft (Äußere Mission), aber auch die Nächstenliebe (Innere Mission) zu verbreiten. Dies solle sich nicht in aggressiver Weise vollziehen, sondern gemäß der „Herrschaft Christi“.

## Wirkungsgeschichte

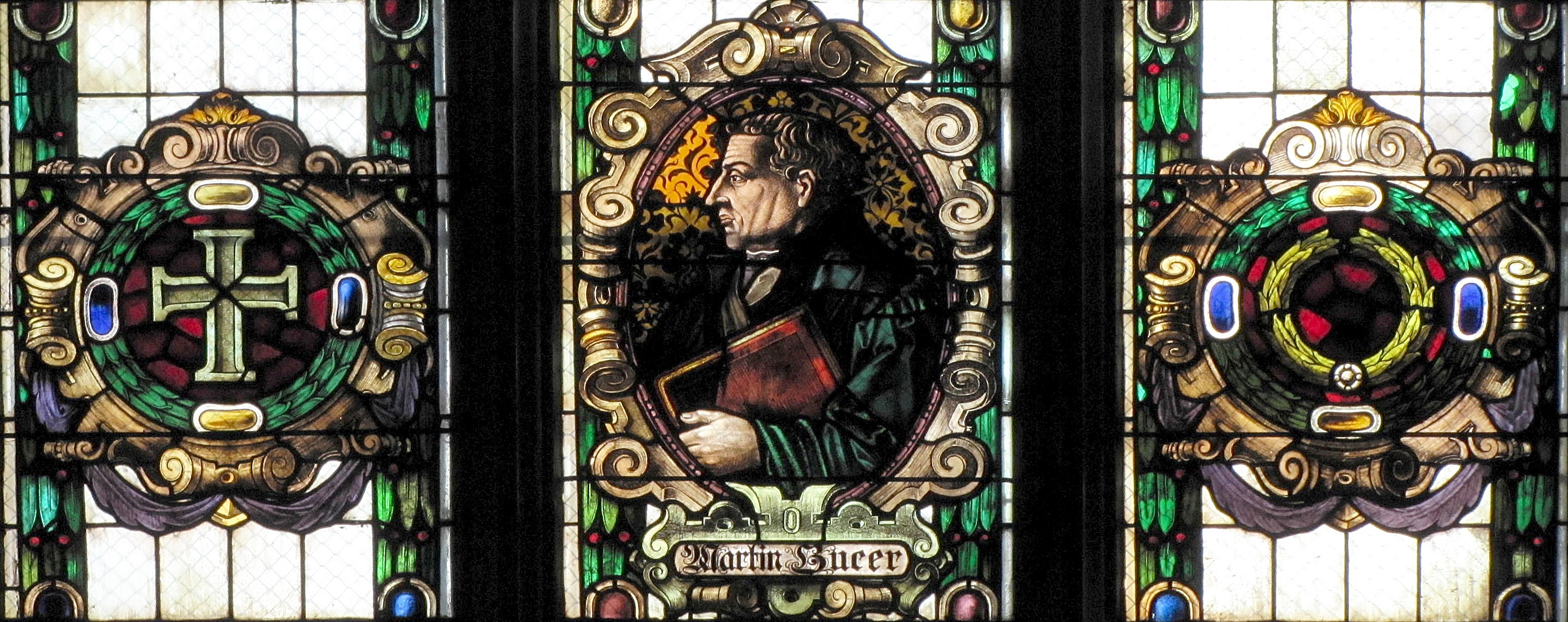
Bucer-Fenster in der Straßburger Erlöserkirche

Von Bucers Werk gingen zu Lebzeiten europaweite Wirkungen aus. Mit der Schrift Grund und Ursach beeinflusste er die Reformation in Schweden; 1543 wurde eine tschechische Übersetzung der Missionsschrift Von der waren Seelsorg von Böhmischen Brüdern in Leitmeritz gedruckt. Seine letzten Lebensjahre verbrachte er in Cambridge, bestrebt, aus England eine Art protestantisches Musterland zu machen, was letztlich Utopie blieb.
Bucers Meisterschüler war Johannes Calvin, der von 1538 bis 1541 in Straßburg lebte.
In Straßburg brach Bucers Rezeption nach seiner schroffen Abreise weitgehend ab. Er galt nur noch als Wegbereiter Calvins. Das lag auch daran, dass ein Großteil von Bucers Werk nicht gedruckt wurde, sondern handschriftlich in Archiven lagert. Seit dem 19. Jahrhundert wurde Bucers Bedeutung für die Reformationsgeschichte von Historikern gewürdigt. 1891 wurde der 400. Geburtstag Bucers gefeiert, was auch die Forschung anregte. Die eigentliche Entdeckung Bucers fand aber erst im 20. Jahrhundert statt. Versuche, Bucer als einen Reformierten oder als einen Lutheraner zu kategorisieren, blieben unbefriedigend, was die Selbständigkeit seines Denkens zeigt. Walther Köhlers Monographie Zwingli und Luther, ihr Streit über das Abendmahl in seinen politischen und religiösen Beziehungen (1924) behandelte das für Bucers Biografie wichtige Jahrzehnt 1526 bis 1536. Hastings Eels legte nach verschiedenen Vorstudien 1931 eine Bucer-Biografie vor, die als Standardwerk 1971 nachgedruckt wurde. Unter Leitung von François Wendel begann die Internationale Bucer-Kommission 1952 mit der Edition von Bucers Gesamtwerk.

## Gedenktag
28. Februar im Evangelischen Namenkalender.

## Werkausgaben
- Martini Buceri opera omnia.
  - Series 1: Martin Bucers Deutsche Schriften. 18 Bände. Hrsg. von Robert Stupperich und anderen. Gütersloher, Gütersloh 1960–2016, ISBN 3-579-04896-1.
    - Band 1: Frühschriften 1521–1524. Gütersloh 1960.
    - Band 2: Schriften der Jahre 1524–1528. Gütersloh 1962.
    - Band 3: Confessio Tetrapolitana und die Schriften des Jahres 1531. Gütersloh 1969.
    - Band 4: Zur auswärtigen Wirksamkeit: 1525–1528. Gütersloh 1975.
    - Band 5: Straßburg und Münster im Kampf um den rechten Glauben, 1532–1534. Gütersloh 1978.
    - Band 6,1: Wittenberger Konkordie (1536). Gütersloh 1988.
    - Band 6,2: Zum Ius reformationis: Obrigkeitsschriften aus dem Jahre 1535, Dokumente zur 2. Straßburger Synode von 1539. Gütersloh 1984.
    - Band 6,3: Martin Bucers Katechismen aus den Jahren 1534, 1537, 1543. Gütersloh 1987.
    - Band 7: Schriften der Jahre 1538–1539. Gütersloh 1964.
    - Band 8: Abendmahlsschriften 1529–1541. Gütersloh 2004.
    - Band 9,1: Religionsgespräche (1539–1541). Gütersloh 1995.
    - Band 9,2: Religionsgespräche (1541 - 1542). Gütersloh 2007.
    - Band 10: Schriften zu Ehe und Eherecht. Gütersloh 2001.
    - Band 11,1: Schriften zur Kölner Reformation. Gütersloh 1999.
    - Band 11,2: Schriften zur Kölner Reformation. Gütersloh 2003.
    - Band 11,3: Schriften zur Kölner Reformation. Gütersloh 2006.
    - Band 12: Schriften zu Kirchengütern und zum Basler Universitätsstreit (1538–1545). Gütersloh 2007.
    - Band 13: Unionsschriften 1542–1545. Gütersloh 2011.
    - Band 14: Schriften zu Täufertum und Spiritualismus 1531–1546. Gütersloh 2011.
    - Band 15: Schriften zur Reichsreligionspolitik der Jahre 1545/1546. Gütersloh 2011.
    - Band 16: Nachträge 1531–1541. Gütersloh 2013.
    - Band 17: Die letzten Strassburger Jahre: 1546–1549. Schriften zur Gemeindereformation und zum Augsburger Interim. Gütersloh 1981.
    - Band 18: Nachträge 1541–1551 sowie Ergänzungen und Korrekturen. Gütersloh 2015.

  - Series 2: Opera Latina. Brill, Leiden 1982 ff (bisher sechs Bände).
  - Series 3: Briefwechsel = Correspondance. Brill, Leiden 1995 ff (bisher zehn Bände).
- Werner Raupp (Hrsg.): Mission in Quellentexten. Geschichte der Deutschen Evangelischen Mission von der Reformation bis zur Weltmissionskonferenz Edinburgh 1910. Verlag der Evangelisch-Lutherischen Mission, Erlangen / Bad Liebenzell 1990, ISBN 3-87214-238-0 / ISBN 3-88002-424-3, S. 22–26 (Einführung; – Quellen: a) Tl. übers. von: Metaphrases et enarrationes perpetuae epistolorum D. Pauli Apostoli […] Tomus primus. Continens metaphrasim et enarrationem in Epistolam ad Romanos, Straßburg 1536; - b), aa) Von der wahren Seelsorge und dem rechten Hirtendienst, Straßburg 1538; bb) Tl. übers. von: De regno Christi, Straßburg 1550; – c) Ratschlag, ob Christlicher Oberkait gebüren müge, das sye die Juden undter den Christen zu wonen gedulden [„Judenratschlag“], Cassel 1539; – Lit.).